# Sabine (région)
Pour les articles homonymes, voir Sabina.

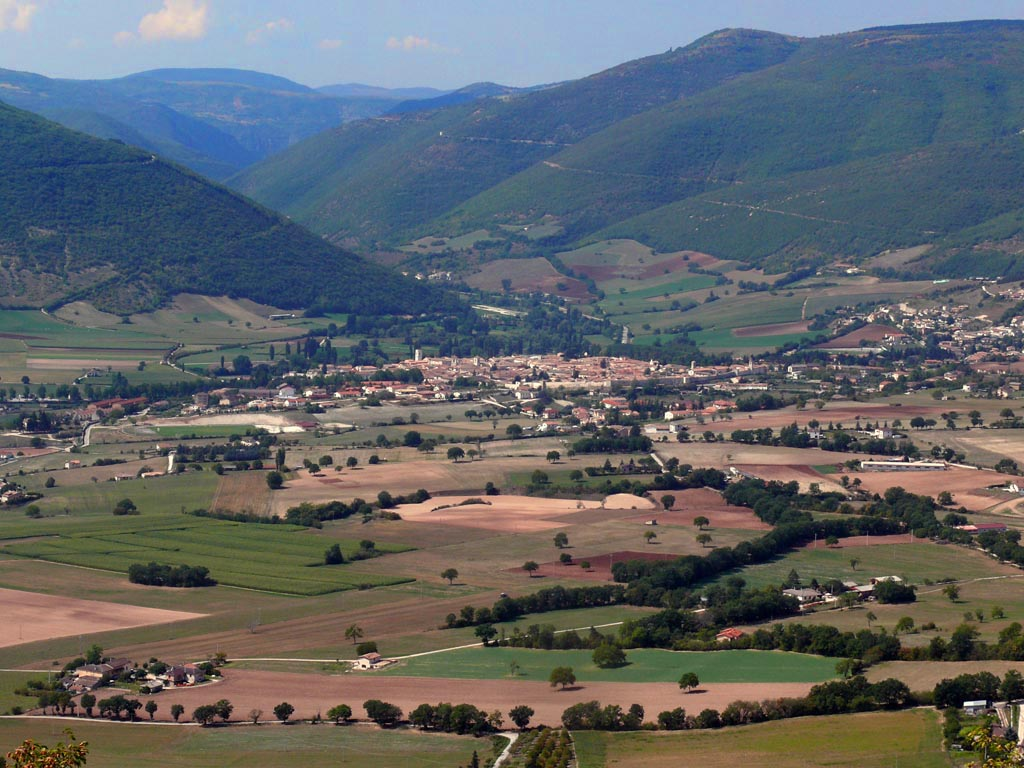
Vue sur la ville de Norcia, en Sabine

La Sabine, en italien Sabina, est une région historique de l'Italie centrale qui tire son nom de l'ancien peuple des Sabins. Elle comprend les monts Sabins.

## Territoire
La Sabine antique est de nos jours divisée en trois régions. Elle couvre :
- dans le Latium : l'entièreté de la province de Rieti et une portion de la province de Rome (Montorio Romano, Montelibretti, Moricone, Palombara Sabina, Monteflavio, Nerola) dite Sabine romaine ;
- en Ombrie : les territoires de Cascia, Amelia, Narni, Accumoli et Norcia ;
- dans les Abruzzes : la vallée de l'Aterno.

De nos jours, le nom de Sabine est également utilisé pour désigner improprement la province de Rieti. 
C'est dans cette région qu'est produite l'huile d'olive d'appellation protégée Sabina.

## Histoire
Le territoire antique des Sabins avait pour chef-lieu Cures Sabini, et pour autres villes Réate, Crustumérie, Collatie, Spolète et Phalacrine.
Auguste a inclus la Sabine dans la Regio IV Samnium, puis Dioclétien dans la subdivision Valeria de l'Italie suburbicaire, directement gouvernée depuis Rome. Après l'arrivée des Lombards, la Sabine fut incorporée en partie au duché de Spolète, en partie au duché de Rome (la Sabine romaine). 
Quand les États pontificaux prirent de l'ampleur, la Sabine fut administrée soit directement par le Saint-Siège, soit indirectement par les comtes de Sabine, titre qui fut donné à la famille noble des Crescentii aux Xe et XIe siècles.
La province pontificale de Sabine ne fut officiellement créée qu'en 1605. Comprise entre l'Ombrie au nord, le Patrimoine de Saint-Pierre à l'ouest, la Campagne romaine au sud et le royaume de Naples à l'est, elle eut pour chef-lieu Collevecchio. 
À partir de 1816 jusqu'à la prise de Rome, en 1870, elle a formé les délégations de Spolète et de Rieti, ainsi que la comarque de Rome.

## Diocèse de Sabine
Le diocèse de Sabine fut créé au VIe siècle. En 1841, le titre d'abbé de Farfa lui fut attaché.
En 1925, le diocèse fut fusionné avec celui de Poggio Mirteto. Le nouveau diocèse suburbicaire comprend 82 paroisses, avec sa cathédrale à Poggio Mirteto, et une pro-cathédrale à Magliano Sabina. L'ancienne cathédrale se trouve à Torri in Sabina.